# Erna Kronshage
Erna Kronshage (* 12. Dezember 1922 in Senne II (heute Bielefeld-Sennestadt); † 19. oder 20. Februar 1944 in der Anstalt Tiegenhof bei Gnesen (polnisch Gniezno)) war eine Verfolgte des NS-Regimes, die zwangssterilisiert und dann im Zuge der „Aktion Brandt“ ermordet wurde.

## Leben
Erna Kronshage arbeitete nach der Schulzeit ab 1937 als Haustochter auf dem Bauernhof ihrer Eltern in der damaligen selbstständigen Landgemeinde Senne II, Kreis Bielefeld (heute Bielefeld-Sennestadt). Als sie im Herbst 1942 plötzlich ihre Mitarbeit verweigerte, wurde sie am 24. Oktober 1942 nach einer amtsärztlichen Untersuchung polizeilich in die Provinzial-Heilanstalt Gütersloh eingewiesen, wo man eine Schizophrenie diagnostizierte, die dort durch Arbeitstherapie in Garten und Hauswirtschaft und eine Schocktherapie behandelt wurde. Aufgrund dieser (nach damaliger NS-Nomenklatur) Erbkrankheit stellte der Direktor der Heilanstalt den Antrag auf „Unfruchtbarmachung“ gemäß dem Gesetz zur Verhütung erbkranken Nachwuchses von 1934, wogegen ihr Vater Adolf Kronshage als der Erziehungsberechtigte vehement Einspruch erhob und auch die Diagnose insgesamt bezweifelte.
Das Erbgesundheitsobergericht in Hamm wies die Beschwerde des Vaters am 22. Juli 1943 gegen den Beschluss des Erbgesundheitsgerichtes Bielefeld vom 29. März 1943 auf „Unfruchtbarmachung“ endgültig zurück. Die Zwangssterilisation erfolgte am 4. August 1943 in einem Gütersloher Krankenhaus. Wiederholte Aufforderungen des Vaters zur Entlassung seiner Tochter aus der Provinzial-Heilanstalt wurden ignoriert.
Stattdessen ging im Laufe der Luftschutzevakuierungen der „Aktion Brandt“ zur Schaffung von Bettenkapazitäten für Lazarett- und Krankenhauszwecke in der Heilanstalt Gütersloh am 12. November 1943 ein Transport von 50 Frauen und 50 Männern in die Gauheilanstalt Tiegenhof bei Gnesen im besetzten Polen, die unter dem mit den deutschen Besatzern kollaborierenden Anstaltsdirektor Victor Ratka eine Tötungsanstalt wurde. Nach Angaben der jetzigen Klinikleitung wurden dort mindestens 3.586 Menschen verschiedener Nationalitäten im Zuge der NS-Euthanasie getötet.
Historiker gehen von einer hohen Dunkelziffer in Tiegenhof aus. Der Autor Enno Schwanke schätzt die tatsächliche Opferzahl auf ca. 5.000 Menschen.
Ein erst jüngst ausgewertetes handschriftlich geführtes Sterbetagebuch der „Gauheilanstalt Tiegenhof“ aus dem MUZEUM MARTYROLOGICZNE W ŻABIKOWIE in Lubon/Polen notiert das Ableben von Erna Kronshage am „19.II. [2.] 1944“.
Die Sterbeurkunde des deutschen Besatzungs-Standesamtes beurkundet den Tod Erna Kronshages zum „20. Februar 1944, um 9 Uhr 30“.
Die Todesursache wird mit „Allgemeiner Erschöpfung“ angegeben. Das war die damals übliche Umschreibung des gezielten Mordes durch eine fettlose Ernährung mit einer leichten Barbiturat-Überdosierung nach dem Luminal-Schema, das von Hermann Paul Nitsche entwickelt und propagiert wurde.
Die Todesrate des Transportes vom 12. November 1943 von Gütersloh nach Gnesen betrug 90 Prozent bis Kriegsende.
Die sterblichen Überreste Erna Kronshages fanden am 5. März 1944 in der Familiengruft auf dem Friedhof in Senne II ihre letzte Ruhestätte.

## Gedenken

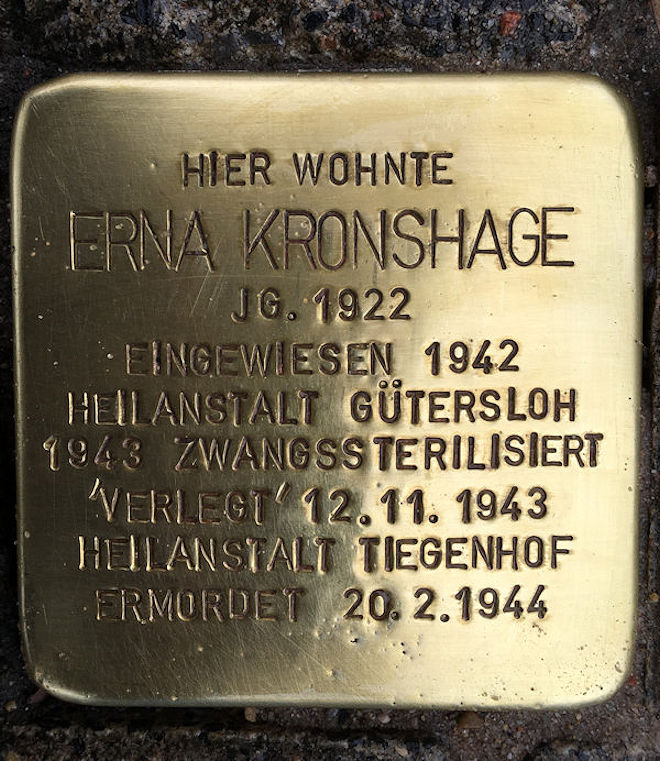
Stolperstein Erna Kronshage

Vor dem Geburtshaus von Erna Kronshage in Bielefeld-Sennestadt wurde am 6. Dezember 2012 ein „Stolperstein“ gelegt.
„Orte des Erinnerns und des Gedenkens“ – in dieser Gedenkstätte für 1017 Opfer des Nationalsozialismus in der Provinzialheilanstalt Gütersloh wird auf einem Leucht-Namensband in der Kreuzkirche der LWL-Klinik Gütersloh „Erna Kronshage“ genannt.
2018 inszenierte das Jugendvolxtheater der Theaterwerkstatt Bethel das Theaterstück: „Ich will Leben – besonders anders“, mit der Geschichte Erna Kronshages als Hintergrundhandlung.
Ausstellungsplakat und Stellwand-Präsentation in der Ausstellung „Krankenmorde und Deportationen aus Bielefeld und Bethel im Nationalsozialismus“ – Eine Ausstellung der Forschungsgruppe Bethel im Nationalsozialismus an der Fachhochschule Bielefeld, Präsenzausstellung u. a. in der VHS Bielefeld vom 6.01.2022 bis 28.02.2022 – Digitale Ausstellung
Ein Gedenkstein kennzeichnet seit Dezember 2022 die letzte Ruhestätte Erna Kronshages auf dem inzwischen zur öffentlichen Grünanlage modifizierten „Alten Friedhof“ in Bielefeld-Sennestadt.